# Hassi Mameche
Hassi Mameche è un comune dell'Algeria, situato nella provincia di Mostaganem.